# Rhynchoscolex simplex
Rhynchoscolex simplex är en plattmaskart. Rhynchoscolex simplex ingår i släktet Rhynchoscolex och familjen Stenostomidae. Inga underarter finns listade i Catalogue of Life.